# Lachnostola
Lachnostola é um gênero de traça pertencente à família Agonoxenidae.